# Prospero Bonarelli della Rovere
Prospero Bonarelli della Rovere, né le 5 novembre 1582 à Novellara et mort le 9 mars 1659 à Ancône, est un diplomate et homme de lettres italien. Il était le frère du poète et dramaturge Guidobaldo Bonarelli.

## Biographie
Prospero Bonarelli della Rovere naquit le 5 novembre 1582 à Novellara. Il reçut de son frère les premiers éléments d’instructon, et fit sous ses yeux, à Ferrare, ses études et ses exercices. Il se mit successivement au service de plusieurs princes, pour tâcher de relever les affaires de sa famille, qui étaient dérangées. Il fut principalement attaché au Grand Duc de Toscane, et l’un de ses gentilshommes de la chambre les plus intimes. Il composa plusieurs drames en musique pour cette cour et pour celle de Vienne. L’Archiduc Léopold le récompensa de l’un de ces ouvrages par le don de son portrait enrichi de diamants, et accompagné d’un sonnet écrit de sa propre main. Il fut agrégé à plusieurs académies, et principalement à celle des Intrepidi de Ferrare, où il reçut, ainsi que son frère Guidobaldo, des distinctions et des honneurs particuliers. Il fonda, en 1624, à Ancône, où il s’était retiré, l’académie des Caliginosi, dont il fut élu président perpétuel. Il mourut dans cette ville le 9 mars 1659, âgé de soixante-dix-sept ans.

## Œuvres

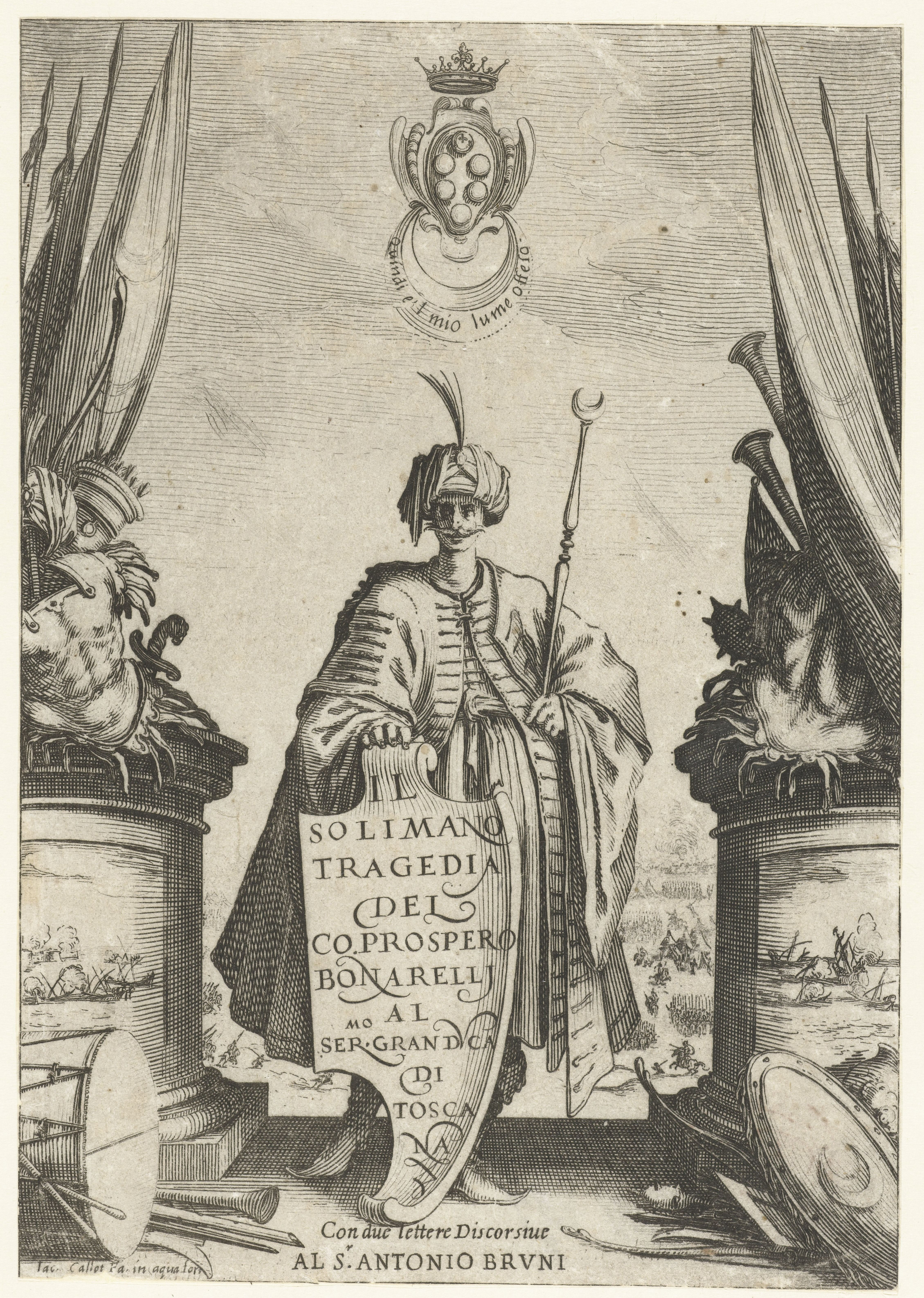
Prospero Bonarelli della Rovere, Il Solimano, Florence, Pietro Cecconcelli, 1620

- Il Solimano, tragedia, Venise, 1619 et 1624, in-12 ; Florence, avec des figures de Jacques Callot, 1620, in-4°, et réimprimé plusieurs fois. Cette tragédie, considéré comme l’un des meilleurs de ce temps, est une de celles que le marquis Scipione Maffei choisit pour son recueil intitulé : Teatro italiano o sia scelta di tragedie per uso della scena , Vérone, 1725, et Venise, 1746, in 8°[1] .
- Imeneo, opera teotragicomica pastorale, Bologne, 1641, in-8°.
- Fidalma regi-pastorale, Bologne, 1642, in-8° ; 1649 in-4°.
- trois comédies en prose, gli Abbagli felici, i Fuggitivi amanti et lo Spedale, Macerata, 1646, in-12°.
- Melodrammi da rappresentarsi in musica, cioè : 1° l’Esilio d amore, 2° la Gioja del cielo, 3° l’Alceste, 4° l’Allegrezza del mondo, 5° l’Antro dell’eternità, 6° il Merito schernito, 7° il Faneta, cioè il Sole innamorato della Notte, 8° la Vendetta d’amore, 9° la Pazzia d’Orlando, Ancône, 1647, in-4°.
- Il Medoro incoronato, tragedia di lieto fine, in-8°, sans date et sans nom de lieu ; 2e édition, Rome, 1645, in-8°.
- Lettere in varj generi a Principi ed altri, etc. con alcune discorsive intorno al primo libro degli Annali di Tacito, Bologne, 1636 ; Florence, 1641, in-4°.
- Della Fortuna d’Erosmando e Floridalba, Istoria, Bologne, 1642, in-4°.